# Антоніс Георгіадіс
Антоніс Георгіадіс (грец. Αντώνης Γεωργιάδης; 25 січня 1933, Драма — 16 листопада 2020, Драма) — грецький футболіст, що грав на позиції півзахисника. По завершенні ігрової кар'єри — футбольний тренер, відомий роботою з низкою грецьких клубних команд та національною збірною країни.

## Ігрова кар'єра
У дорослому футболі дебютував 1950 року виступами за команду «Докса Драма», кольори якої захищав протягом усіх 1950-х років.

## Кар'єра тренера
Рано завершивши ігрову кар'єру, 1961 року розпочав тренерську роботу, очоливши іншу команду з рідного міста, «Елпіс Драма».
Протягом наступних трьох з половиною десятиріч встиг попрацювати майже з двома десятками грецьких клубних команд, зокрема тренував ОФІ, «Ларису», «Аріс» (Салоніки), столичний АЕК та двічі піднімався на тренерський місток пірейського «Олімпіакоса».
З 1989 по 1992 рік очолював тренерський штаб національної збірної Греції.
Останнім місцем тренерської роботи спеціаліста був клуб «Паніліакос», головним тренером команди якого Антоніс Георгіадіс був у 1993—1996 роках.
Помер 16 листопада 2020 року на 88-му році життя в рідній Драмі.